# Курганне (Перекопський район)
Курга́нне (до 1945 року — Буюк-Кишкара, крим. Büyük Qışqara) — село Перекопського району Автономної Республіки Крим.
Розташоване у центрі району.
Відстань від райцентру до населеного пункта становить 13 кілометрів по прямій.